# فوسن.
فوسن، هي مدينة في بافاريا، ألمانيا، في منطقة Ostallgäu ، وتقع على بعد كيلومتر واحد من الحدود النمساوية. تشتهر المدينة بتصنيع الكمان وباعتبارها أقرب مركز نقل لقلعتي نويشفانشتاين وهوهينشفانغو. اعتبارا من عام 2018 يبلغ عدد سكان المدينة 15508 نسمة

## التاريخ
3وقد استقر في Füssen في العصر الروماني، على طريق كلوديا أوغستا، وهو الطريق الذي يؤدي جنوبا إلى شمال إيطاليا وشمالا إلى أوغستا Vindelicum (اليوم اوغسبورغ)، العاصمة الإقليمية سابق في الرومانية محافظة Raetia . كان الاسم الأصلي لـ Füssen هو "Foetes" أو "Foetibus" (منحرف)، وهو مشتق من كلمة "Fauces" اللاتينية، والتي تعني «الخانق»، وربما يشير إلى مضيق ليخ. في أواخر العصور القديمة.

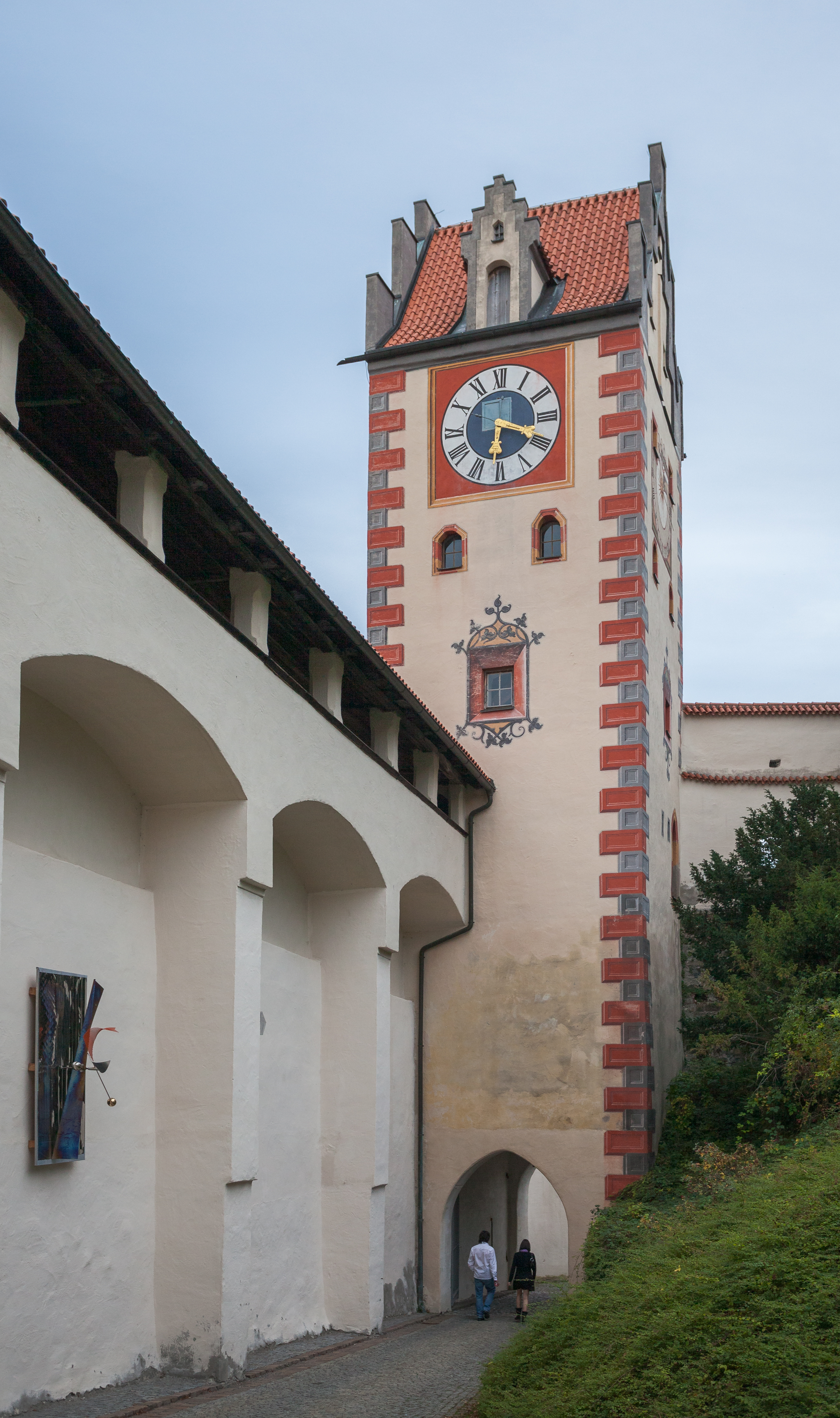
برج القلعة العليا

أصبحت فوسن فيما بعد موقع "Hohes Schloss" (القلعة العالية). Füssen لديها القديس مانغ (Magnus of Füssen) كقديس لها. كان هو وأخوه البينديكتين تيودور راهبين من دير سانت غال ويعتبران من مؤسسيها، بالإضافة إلى دير كمبتن. نُقلت عظامه إلى سرداب الكنيسة التي بنيت عام 850. حوالي عام 950 اختفت جميع عظامه.
يرتكز شعار النبالة الذي يصور رمز triskeles «أقدام» Füsse الألمانية، على ختم المدينة المستخدم في أوائل القرن الرابع عشر الميلادي.
.

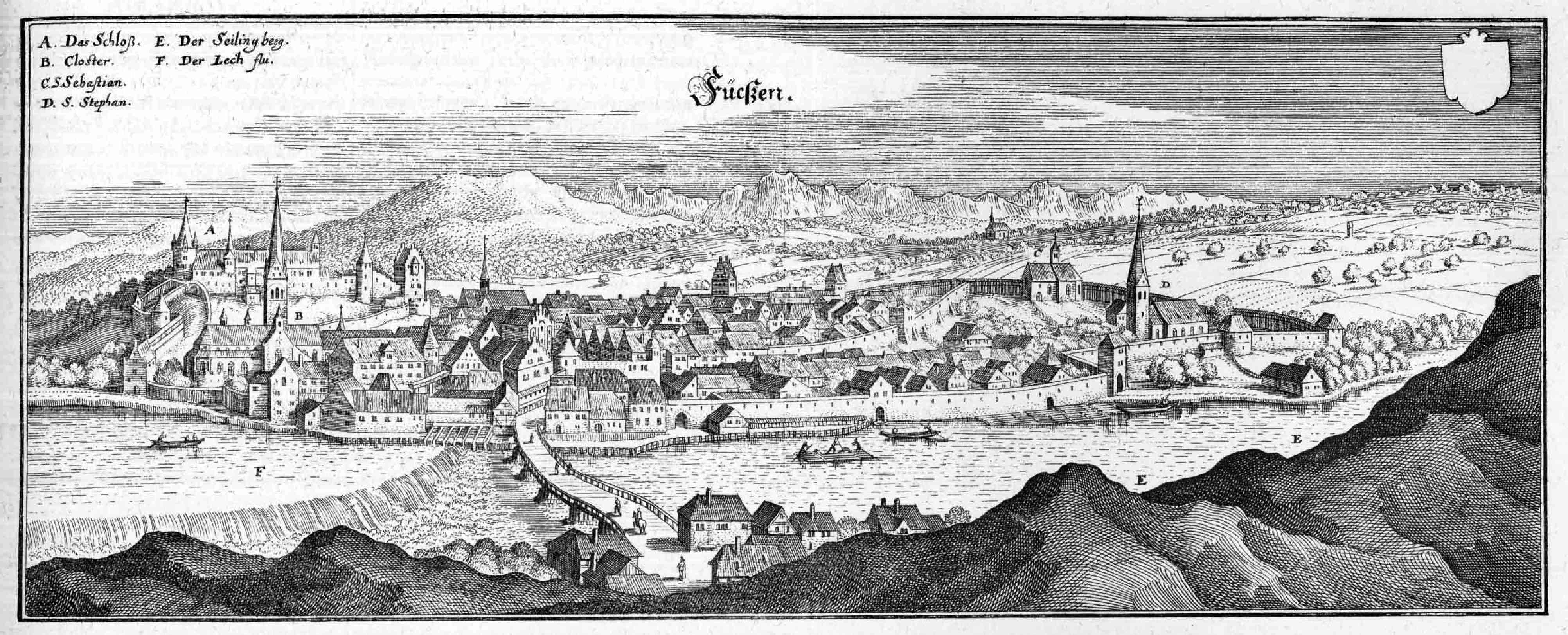
نقش من القرن السابع عشر بواسطة ماتيوس ميريان يصور فوسن

وفي التاسع عشر للميلادي، ياتي الملحن ريتشارد فاجنر القدوم إلى فوسن بالسكك الحديدية عندما زار الملك لودفيغ الثاني ملك بافاريا

### التاريخ الحديث
وفي القرن الماضي، كانت المدينة مألوفة للمسافرين. استضافت فوسن بطولة العالم للكرلنج للناشئين عام 1988.

## جغرافية

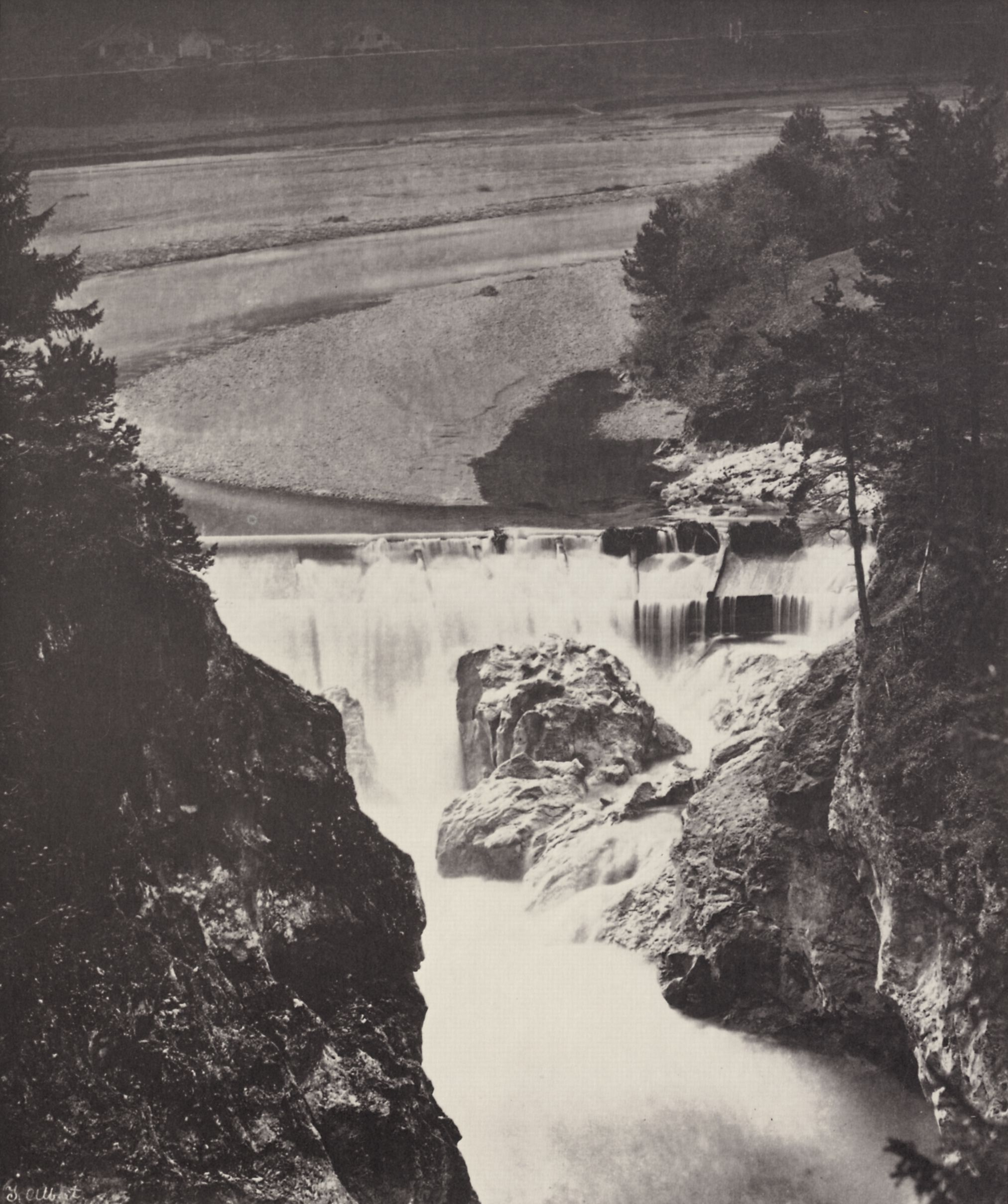
شلالات ليخ عام 1857.

تقع على ضفاف نهر Lech الذي يصب في نهر Forggensee . The Forggensee هي بحيرة من صنع الإنسان تم بناؤها لمنع الفيضانات.إنها منطقة تجمع كل الثلوج الذائبة في الربيع
يبلغ 808 متر (2,651 قدم) فوسن 808 متر (2,651 قدم) فوق مستوى سطح البحر. تقع قلاع Neuschwanstein و Hohenschwangau بالقرب من المدينة. عند خط عرض 47 درجة 34 شمالًا

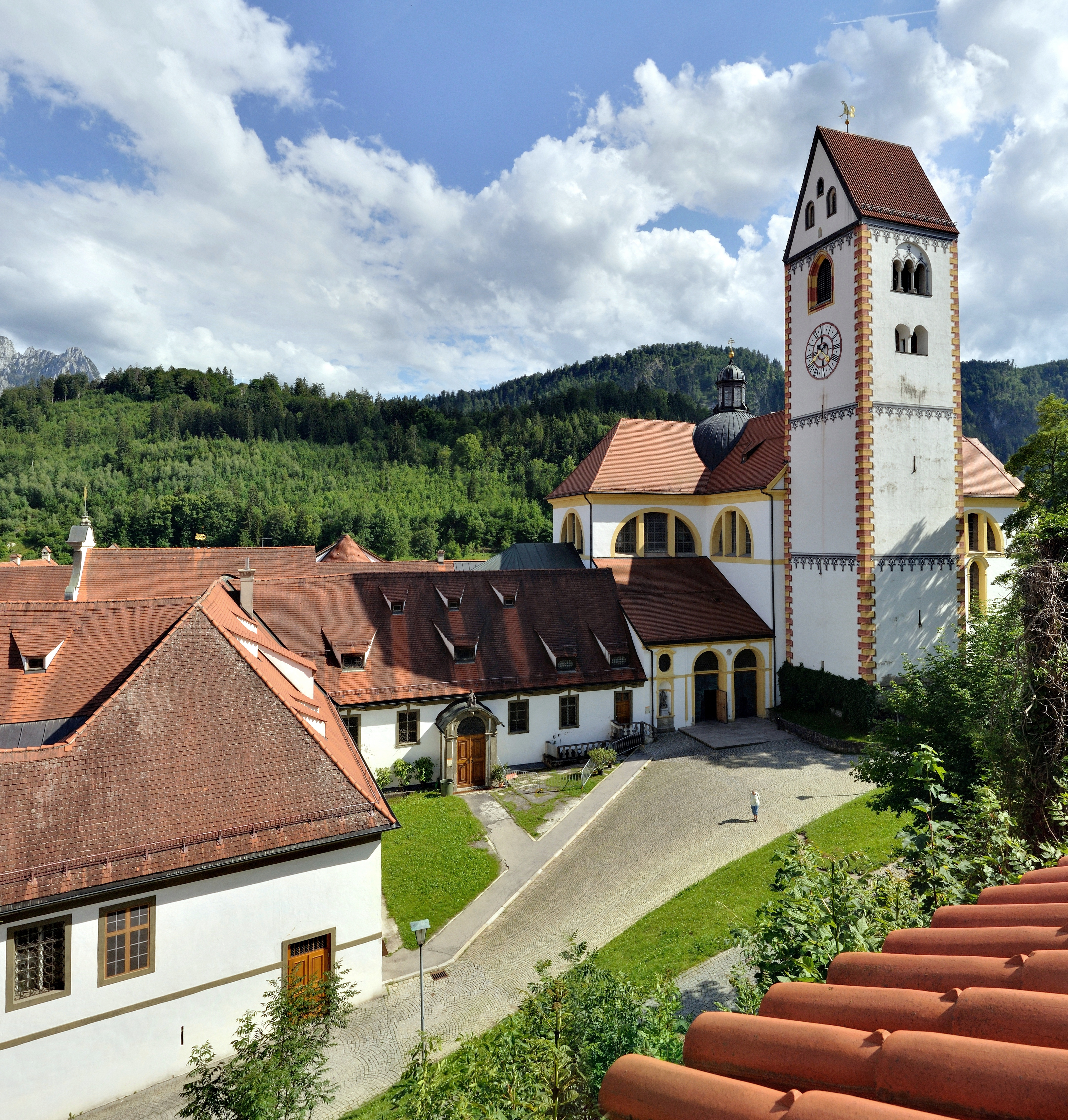
كاتدرائية سانت مانج

يضم High Castle معرضًا فرعًا لمجموعات اللوحات في ولاية بافاريا

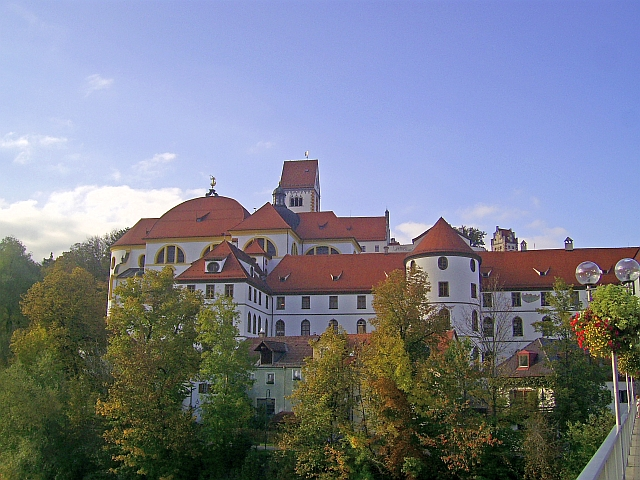
كاتدرائية سانت مانغ ودير سابق يُنظر إليهما من الجسر فوق نهر ليش

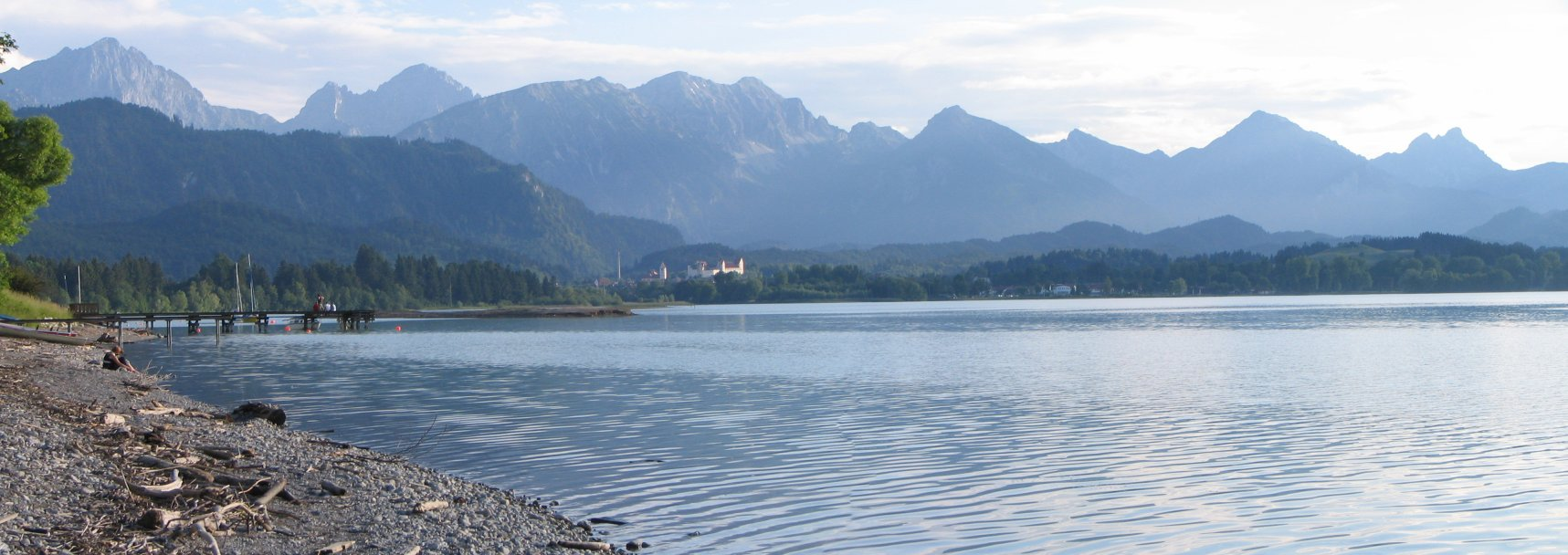
The Forggensee مع Füssen في المسافة ،

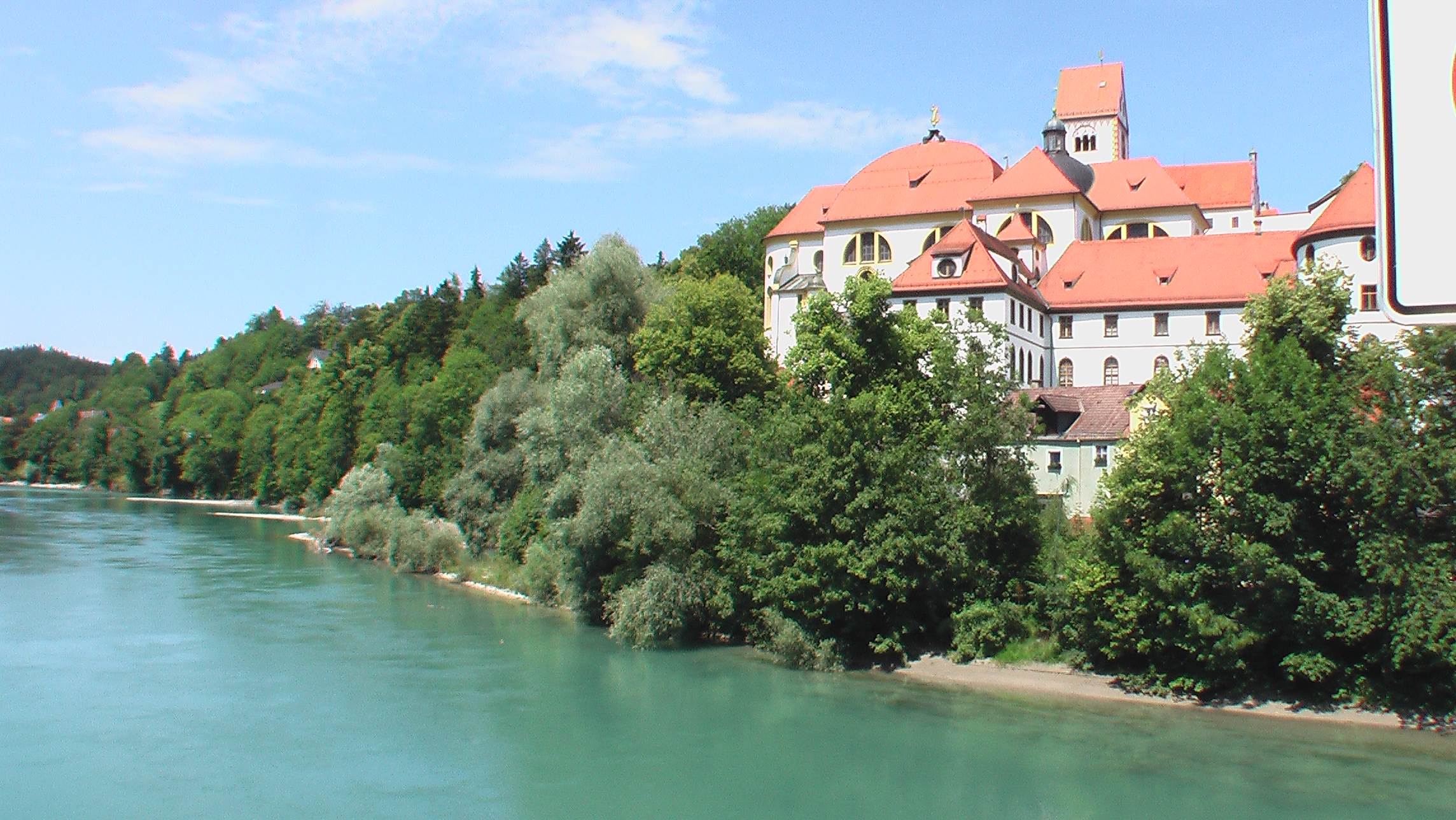
فوسن ونهر ليش.

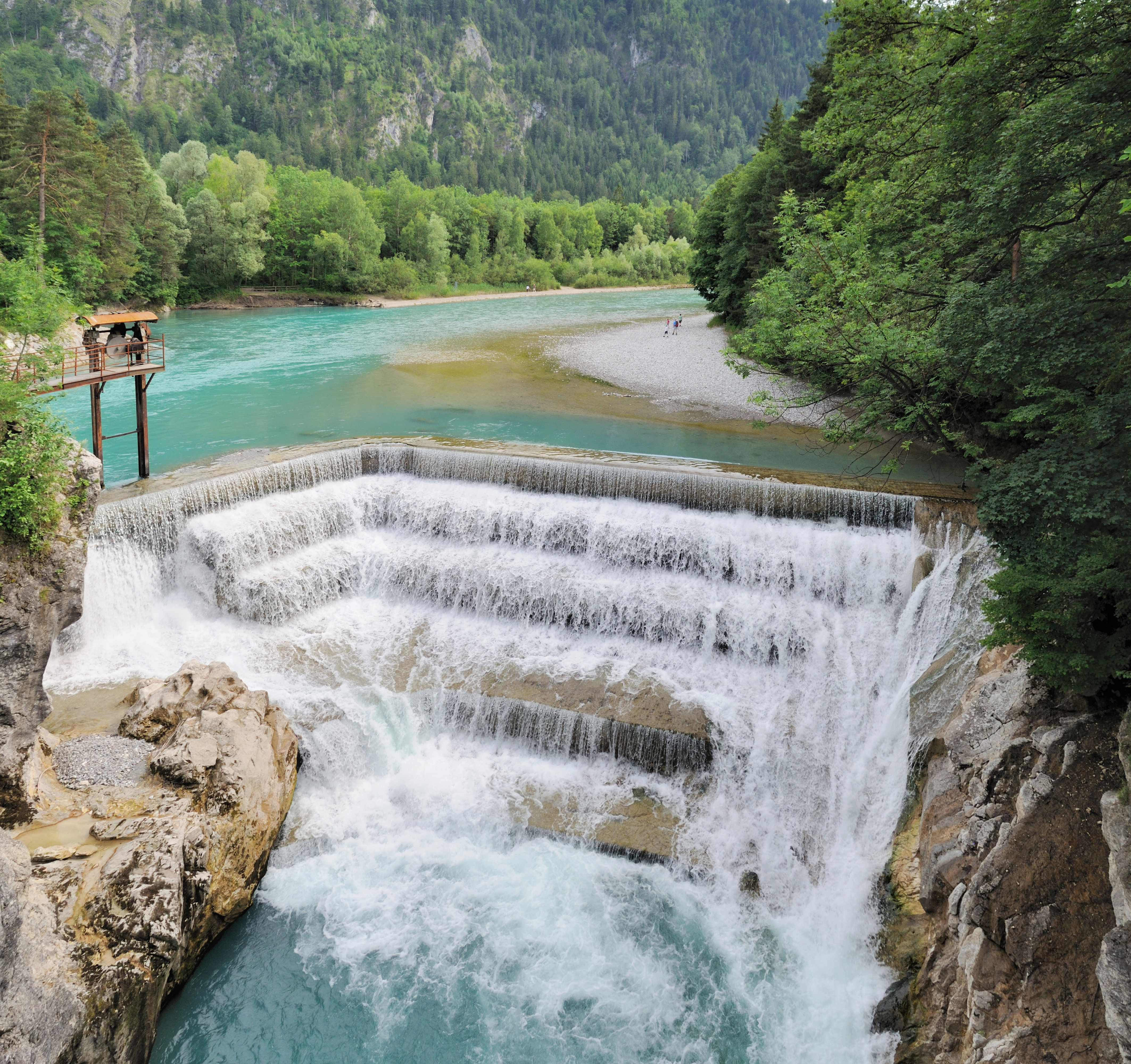
شلالات ليش.

## عوامل الجذب
وتم الاحتفال بيوم عيد القديس في (6 سبتمبر)

Füssen هو نجاح EV Füssen ، نادي هوكي الجليد Oberliga المحلي.
يقع Musiktheater Füssen بالقرب من بحيرة Forggensee .

## وسائل الاعلام المحلية
صحيفة Füssen المحلية هي Allgäuer Zeitung، تُطبع يوميًا باستثناء أيام الأحد وفي أيام الالتزام المقدسة.

## سكان بارزون
- بول أمبروس (1933-2015)، لاعب هوكي الجليد الأولمبي
- أوليفر أكسنيك (مواليد 1970)، مدرب تجعيد الشعر والكرلنغ السابق لفريق الرجال الألماني
- يوهان بابتيست بابل (1716 – 1799)، نحات
- ريتشارد بليتشاشر (مواليد 1936)، كاتب ومستشار درامي رئيسي سابق في دار الأوبرا في فيينا
- باتريك أينسل (مواليد 1987)، لاعب سنوكر محترف
- مايكل إندراس (مواليد 1988)، لاعب هوكي محترف
- غونتر فورغ (مواليد 1952)، رسام ونحات ومصور ومصمم جرافيك
- مايكل جريس (مواليد 1976)، الحاصل على ميدالية ذهبية ثلاثية في البياتلون
- توماس جريس (مواليد 1986)، حارس مرمى دوري الهوكي الوطني (NHL)
- جينيفر هارس (مواليد 1987)، حارسة المرمى والأولمبية لفريق هوكي الجليد الوطني للسيدات في ألمانيا
- أولي هايمر (مواليد 1962)، لاعب هوكي محترف سابق في NHL و Deutsche Eishockey Liga (DEL)
- هولجر هون (مواليد 1970)، بكرة الشعر يلعب للمنتخب الألماني وحاصل على ميدالية في العديد من بطولات الكيرلنج العالمية
- ماكس KOEGEL (1895 – 1946)، SS النازي قائد Lichtenburg ، رافنسبروك، مايدانيك، وفلوسنبرج معسكرات الاعتقال
- جوليا مانهارد، متزلجة حرة تمثل ألمانيا في دورة الألعاب الأولمبية الشتوية لعام 2010
- فولكر بريشتيل (1941 – 1997)، ممثل، اشتهر بأدواره في The Name of the Rose والعديد من أفلام Werner Herzog.
- فرانسيس كزافييه سيلوس (1819 – 1867)، ابن ساكريستان في بازيليك سانت مانغ وكاهن مجمع المخلص الأقدس؛ توفي في نيو أورلينز وتطويبه البابا يوحنا بولس الثاني في 9 أبريل 2000
- كسافر أأنسين (1929 – 2012)، الحائز على الميدالية الأولمبية لاعب هوكي الجليد ومدرب

## المدن التوأمة
فوسن توأمة مع:
- باليسترينا، إيطاليا، منذ عام 1972
- Numata ، Gunma، اليابان، منذ عام 1998
- باردو، النرويج، منذ عام 1997
- هيلين ، جورجيا، الولايات المتحدة منذ عام 1978

## روابط خارجية
- الموقع الرسمي
باللغة الألمانية
- موقع فوسن (متعدد اللغات)
- أخبار محلية لـ Füssen في Allgäuer Zeitung